# بیکون هیل-سیرویل وارد
بیکون هیل-سیرویل وارد (انگلیسی: Beacon Hill-Cyrville Ward) یا بخش یازده یک بخش شهرداری در اتاوا، انتاریو، کانادا است.